# George L.P. Radcliffe
George Lovic Pierce Radcliffe, född 22 augusti 1877 i Dorchester County i Maryland, död 29 juli 1974 i Baltimore i Maryland, var en amerikansk demokratisk politiker. Han representerade delstaten Maryland i USA:s senat 1935-1947.
Radcliffe avlade 1897 grundexamen vid Johns Hopkins University. Han studerade sedan vidare vid Johns Hopkins och avlade därefter 1903 juristexamen vid University of Maryland School of Law. Han var delstatens statssekreterare (Secretary of State of Maryland) 1919-1920.
Radcliffe besegrade republikanen Joseph Irwin France i senatsvalet 1934. Han omvaldes 1940. Han efterträddes 1947 som senator av Herbert O'Conor.
Radcliffe var anglikan och frimurare. Han gravsattes på Cambridge Cemetery i Cambridge, Maryland.